# Synema flavimanum
Synema flavimanum är en spindelart som beskrevs av Dahl 1907. Synema flavimanum ingår i släktet Synema och familjen krabbspindlar. Inga underarter finns listade i Catalogue of Life.